# Tinnea barbata
Tinnea barbata là một loài thực vật có hoa trong họ Hoa môi. Loài này được Vollesen miêu tả khoa học đầu tiên năm 1975.